# هیکارو مانابه
هیکارو مانابه (ژاپنی: 眞鍋 旭輝؛ زادهٔ ۱۷ اکتبر ۱۹۹۷) یک بازیکن فوتبال اهل ژاپن است.
از باشگاه‌هایی که در آن بازی کرده‌است می‌توان به باشگاه فوتبال رینوفا یاماگوچی اشاره کرد.